# San Antonio Cámara
San Antonio Cámara är en ort i Mexiko.   Den ligger i kommunen Temax och delstaten Yucatán, i den östra delen av landet, 1 100 km öster om huvudstaden Mexico City. San Antonio Cámara ligger 9 meter över havet och antalet invånare är 217.
Terrängen runt San Antonio Cámara är mycket platt. Runt San Antonio Cámara är det glesbefolkat, med 12 invånare per kvadratkilometer. Närmaste större samhälle är Buctzotz, 7,3 km öster om San Antonio Cámara. Omgivningarna runt San Antonio Cámara är en mosaik av jordbruksmark och naturlig växtlighet.